# Ernesto Magorno
Ernesto Magorno (Diamante, 21 giugno 1961) è un politico italiano.
È stato deputato alla Camera dal 15 marzo 2013 al 22 marzo 2018 per il Partito Democratico e senatore della Repubblica dal 23 marzo 2018 al 12 ottobre 2022, eletto con il Partito Democratico per poi passare nel 2019 ad Italia Viva di Matteo Renzi.

## Biografia
Nato a Diamante (Cosenza), dove consegue la maturità classica, figlio di Marianna "Nina" Presta, storica dirigente del Partito Socialista Italiano (PSI), e Giuseppino Magorno, si è laureato in giurisprudenza all'Università degli Studi di Roma "La Sapienza" a 33 anni ed è stato per 7 anni vice-presidente diocesano dell’Azione Cattolica diocesana.

### Primi impegni politici
Ha iniziato ufficialmente la sua attività politica a 14 anni, iscrivendosi alla Federazione Giovanile Socialista Italiana (FGSI), l'organizzazione giovanile del PSI, dove ha militato nella segreteria regionale della FGSI negli anni '80 e successivamente nel PSI.
Alle elezioni amministrative del 1987 viene candidato al consiglio comunale, nelle liste del PSI, risultando eletto consigliere comunale e diventando assessore alla pubblica istruzione e ai servizi sociali nella giunta comunale di Diamante.
Alle amministrative del 1992 viene rieletto consigliere comunale di Diamante per il PSI. Dopo nello stesso anno abbandona il PSI, traversato da Tangentopoli, e aderisce al post-comunista Partito Democratico della Sinistra (PDS), entrando a far parte sia dell'esecutivo regionale che della segreteria provinciale, e ne diventa capogruppo del PDS al consiglio comunale.

### Consigliere provinciale di Cosenza
Nel 1998 aderisce alla svolta di Massimo D'Alema dal PDS ai Democratici di Sinistra (DS), per unificare il PDS con le altre forze della sinistra italiana, diventando membro della Commissione per gli italiani all'estero, con cui alle elezioni amministrative del 1999 è stato candidato al consiglio provinciale di Cosenza, nelle sue liste a sostegno del presidente uscente di centro-sinistra Antonio Acri, risultando inizialmente non eletto, ma diventato consigliere provinciale nel 2002. Alle amministrative del 2004 viene rieletto consigliere provinciale di Cosenza con i DS e successivamente ne diventa capogruppo al consiglio provinciale.
Alle elezioni comunali in Calabria del 2002 viene rieletto consiglio comunale d'opposizione a Diamante, diventando capogruppo consiliare del gruppo “La Svolta” e rimanendo in carica fino al 2006.
È stato avvocato di parte civile, dal 2006 al 2009, nel processo Condor, sui desaparecidos in Argentina, difendendovi la famiglia di Andrés Bellizzi.

### Dal 2007 al 2013
Capolista della lista “Il Sole”, dal 2007 al 2013 è stato sindaco di Diamante nonché, dal 2004 al 2013, consigliere provinciale e capogruppo del PD alla Provincia di Cosenza.
Nell'ottobre 2007 è stato eletto, nel corso delle primarie, Delegato Regionale nella Costituente del Partito Democratico, ottenendo riscontro elettorale nel Comune di Diamante.
Nel febbraio 2009 è stato nominato portavoce del gruppo del PD al Consiglio provinciale di Cosenza, nel giugno 2009 è stato eletto Consigliere Provinciale e nominato Presidente del Gruppo Consiliare del PD. È stato componente della 1ª Commissione Consiliare Politica Istituzionale, Bilancio, Programmazione Economica e della 5ª Commissione Consiliare Ambiente e Territorio, presso la provincia di Cosenza. Nel marzo 2010 è stato eletto vice-coordinatore del Dipartimento N. 5 Europa e Cooperazione Internazionale dell'Unione delle Province d'Italia (UPI).
Alle elezioni comunali in Calabria del 2012 è stato rieletto sindaco del comune di Diamante come capolista della lista civica “Il Sole splende ancora”.
Nel 2012 ha sostenuto la candidatura del sindaco di Firenze Matteo Renzi alle elezioni primarie di "Italia. Bene Comune" per la scelta del leader della coalizione di centro-sinistra e candidato alla Presidenza del Consiglio, che vedranno però la sconfitta di Renzi e la vittoria del segretario del PD Pier Luigi Bersani (principale avversario sia alle primarie che all'interno del PD).

### Elezione a deputato
Nel dicembre 2012 partecipa alle primarie "Parlamentarie” del PD per selezionare i candidati al Parlamento in vista delle elezioni politiche, ottenendo 7.295 preferenze a Cosenza, venendo candidato alla Camera dei deputati, tra le liste del PD nella circoscrizione Calabria in sesta posizione, risultando eletto deputato. Nella XVII legislatura della Repubblica è stato componente della 2ª Commissione Giustizia e della Commissione parlamentare antimafia.
Nel febbraio 2014 vince le elezioni per la segreteria regionale del PD in Calabria.

### Elezione a senatore
Alle elezioni politiche del 2018 viene candidato al Senato della Repubblica, tra le liste del Partito Democratico come capolista nel collegio plurinominale Calabria - 01, venendo eletto senatore. Nel corso della XVIII legislatura è stato membro supplente del Consiglio di garanzia, membro e segretario della 9ª Commissione Agricoltura e produzione agroalimentare e del Comitato parlamentare per la sicurezza della Repubblica.
In vista delle elezioni primarie del PD del 2019 sostiene la mozione del segretario uscente Maurizio Martina, ex ministro delle politiche agricole nei governi Renzi e Gentiloni e rappresentante l'area "filo-renziana" del partito, che risulterà perdente arrivando secondo con il 22% dei voti dietro a Nicola Zingaretti (66%).
A seguito della scissione nel PD da parte del gruppo dei parlamentari renziani, Magorno aderisce il 17 settembre 2019 alla fondazione di Italia Viva, partito fondato da Renzi di stampo liberale e centrista.
Alle elezioni politiche anticipate del 2022 viene ricandidato alla Camera, per la lista elettorale Azione - Italia Viva nel collegio plurinominale Calabria - 01 in seconda posizione, risultando tuttavia non eletto e rimanendo escluso dal Parlamento nella XIX legislatura.

### Sindaco di Diamante
Alle elezioni comunali in Calabria del 2019 si ricandida a sindaco di Diamante, venendo eletto per la terza volta come capolista della lista “Uniti per Te” con il 60% dei voti.
Il 29 maggio 2021, in vista delle elezioni regionali in Calabria di quell'anno, il partito di Renzi lancia la sua candidatura alla presidenza della Regione Calabria.
In vista delle comunali calabresi del 2024 non si ricandida a sindaco di Diamante e il 10 giugno, subito dopo le elezioni europee, annuncia di lasciare il partito.